# Варнек, Николай Александрович
Николай Александрович Варнек (1821—1897) — российский зоолог, цитолог, профессор Московского университета.

## Биография
Родился в дворянской семье; его отец — полковник в отставке Александр Лаврентьевич Варнек (1782—1825). В большой семье было семь детей.
До февраля 1834 года образование получал дома, затем — в 1-й Петербургской гимназии; в 1839 году поступил на юридический факультет Санкт-Петербургского университета, но в этом же году перешёл на 2-е (естественное) отделение философского университета. Санкт-Петербургский университет окончил в 1844 году со степенью кандидата естественных наук. Будучи студентом, в 1843 году получил золотую медаль за работу, посвящённую линьке наружных покровов речного рака. По окончании курса занимался исследованиями в Музее зоологии и сравнительной анатомии при Петербургской академии наук под руководством академика Ф. Ф. Брандта.
В 1847 году удостоен степени магистра зоологии за диссертацию «Печень речного рака в анатомическом и физиологическом значении».
В 1846—1849 годах преподавал ботанику и зоологию в Институте корпуса горных инженеров. В 1849 году был переведён в Московский университет адъюнктом на кафедру сравнительной анатомии и физиологии физико-математического отделения философского факультета Московского университета.
Опубликовал сочинение (1850) об образовании и развитии зародыша у брюхоногих моллюсков, где исследовал вопрос о причинах развития яйца и описал морфологические изменения в период его созревания, оплодотворения и при начальных стадиях развития зародыша. Эта работа настолько опережала своё время, что прошла незамеченной и была «открыта» только 25 лет спустя (1875). Однако цитологические исследования Варнике не продолжились, поскольку он потерял правый глаз (1853) и не смог больше работать с микроскопом.
В 1849 году он стал членом Московского общества испытателей природы, в 1852 году — членом Московского общества сельского хозяйства.
Экстраординарный профессор по кафедре сравнительной анатомии и физиологии на физико-математическом отделении философского факультета (с 1852). Также преподавал зоологию на медицинском факультете университета. Лекции Варнека отличались столь высоким научным уровнем, что некоторые недостаточно подготовленные студенты переставали посещать его лекции, называя его «шарлатаном»; хотя ряд студентов, в том числе И. М. Сеченов, были о них высокого мнения. Ситуацию усугубляли резкий, насмешливый характер Варнека, его жёсткие требования на экзаменах.
С 1857 года Варнек должен был читать два параллельных курса сравнительной анатомии, поскольку из-за большого количества студентов на медицинском факультете было принято решение о разделении факультета на два отделения. В 1858 году Варнек решил объединить два курса в один — «Учение о животном царстве» и, чтобы избежать повторения, начал читать этот курс по-разному: в одном отделении начиная с зоологии, а в другом — со сравнительной анатомии. Варнек объяснял это заботой о «развитии умственной деятельности учащихся», указывая на то, что «изложение предмета с двух различных точек зрения полезнее, плодовитее двойного преподавания». Однако такое изложение оказалось слишком сложным для студентов первого курса, и они обратились к профессору с просьбой восстановить первоначальное систематическое чтение лекций, однако Варнек отказался. Обращение студентов к декану также осталось без ответа. В результате студенты устроили профессору обструкцию. После этого начались переговоры начальства со студентами, и через некоторое время было объявлено о закрытии курса. Однако, даже взяв со студентов подписку о посещении занятий Варнека, администрация не смогла заставить медиков посещать его курсы. Для решения проблемы была создана специальная комиссия, и некоторые студенты-медики понесли различные наказания. Бо́льшая их часть дала подписку о подчинении дальнейшим распоряжениям начальства и продолжила обучение.
В январе 1859 года Варнек подал рапорт о временном освобождении его от чтения лекций в связи с ухудшением зрения и получил отпуск. Однако во время отпуска улучшения не наступило и в январе 1860 года он подал в отставку.
В мае 1860 года занял должность директора Тверской гимназии и училищ Тверской губернии. В 1863 году Варнек вышел в отставку и поселился в своём имении в Кирсановском уезде Тамбовской губернии. Активно участвовал в заседаниях МОИП, выступал с докладами.
Источники сообщают, что умер он в 1876 году, однако Т. П. Платова сообщает о некоторых документах более позднего времени, где упоминается его имя: в основном это протоколы Московского общества испытателей природы, датированные 1880—1885 годами, из которых видно, что Варнек почти постоянно присутствовал на заседаниях Общества и выступал на них с научными сообщениями. В результате Т. П. Платова делает заключение, что дата смерти биолога остаётся неизвестной. Также найдено подтверждение тому, что после 1876 года он был жив: из приписки на копии документа значится, что она выдана Николаю Александровичу Варнеку, проживающему в Москве в Пречистенской части по Кривоникольскому переулку в доме Авдеева, 13 сентября 1878 года.
8 февраля 1857 года Варнек женился на дочери генерал-майора Н. П. Синельникова — Аделаиде (Еликониде) Николаевне (1829—1868), и от этого брака у него было четверо детей. Старший сын, Леонид Николаевич (10.11.1857—1912), стал гинекологом; другой сын, Евгений Николаевич (25.1.1859—?), окончил со степенью кандидата сельского хозяйства Петровскую земледельческую и лесную академию; ещё в семье были сын Вячеслав (13.12.1859—?) и дочь Мария (28.11.1863—?).
Похоронен на Смоленском православном кладбище (уч. 42, Петровская дорожка).